# Deep Purple
Deep Purple er et britisk hard rock-band, bestående af Ian Gillan (vokal), Simon McBride (guitar), Roger Glover (bas), Don Airey (keyboard), Ian Paice (trommer).
Bandet blev dannet i England i 1968 og bestod da af Rod Evans (vokal), Nick Simper (bas), Jon Lord (keyboard), Ritchie Blackmore (guitar) og Ian Paice (trommer). Denne udgave af Deep Purple, som ofte benævnes Mk 1 (1968-1969), nåede at udgive tre plader: Shades of Deep Purple, The Book of Taliesyn og Deep Purple.
Efter et par udskiftninger i besætningen (nu Mk II, 1969-1973), Ian Gillan (vokal) og Roger Glover (bas), fik bandet rigtig vind i sejlene. Singlen "Black Night" kom på den engelske top 10 og albummet Deep Purple in Rock (med bl.a. "Speed King") markerede starten på vel nok bandets absolut højdepunkt[kilde mangler]. Ud over førnævnte album, fortsatte succesen med Fireball, Machine Head (med bl.a. deres største hit "Smoke on the Water") og endelig Who Do We Think We Are.
Igen blev både forsanger og bassist udskiftet og denne Mk III-udgave (1973-1975) af Deep Purple bestod nu af Jon Lord (keyboard), Ritchie Blackmore (guitar), Ian Paice (drums), David Coverdale (vokal) og Glenn Hughes (bas+vokal). Dette band udgav to album, Burn og Stormbringer. Ingen af disse album nåede samme højder som tidligere album, men rangerer dog temmelig højt blandt kendere.
I Deep Purple Mk IV (1975-1976) var Ritchie Blackmore (guitar) blevet erstattet af Tommy Bolin og det næsten magiske[kilde mangler] sammenspil mellem keyboard, trommer og guitar, som var blevet kendetegnet for Deep Purple på de tidligere album blev erstattet af en mere anderledes rocklyd. Denne konstellation af bandet nåede kun at udgive et album, Come Taste the Band. I marts ´76 stoppede Deep Purple, men alle medlemmerne fortsatte deres karriere i andre konstellationer. Tommy Bolin fortsatte sin solokarriere, men blev den 4. december 1976 fundet død efter en overdosis heroin. Tommy Bolin blev 25 år.
I årene 1976-1984 eksisterede Deep Purple ikke, men i 1984 genoptog Deep Purple Mk II-besætningen og bestod således af Jon Lord (keyboard), Ritchie Blackmore (guitar), Ian Paice (drums), Ian Gillan (vokal) og Roger Glover (bas). Dette orkester udgav Perfect Strangers i 1984 og The House of Blue Light i 1987. Disse album nåede ikke tilnærmelsesvis samme popularitet og anerkendelse som Mk II havde nået i "gamle dage", men musikken blev nok også præget af bandets interne stridigheder.[kilde mangler]
Richie Blackmore forlod eftersigende gruppen permanent i 1993, og Joe Satriani blev "tvangsudskrevet" til hurtig indtræden for at opfylde tour-forpligtelserne. Joe Satriani havde haft Deep Purple som sin drengetids helte og var dybt berørt over tilbuddet om at blive permanent medlem, men var tvunget til at takke nej pga. kontraktforpligtelser til anden side. Den tidligere guitarist i Dixie Dregs, Steve Morse, blev hurtigt vedtaget optaget og har været medlem af bandet siden. I 2001 forlod Jon Lord gruppen og blev erstattet af Don Airey. I marts 2022 valgte Steve Morse at tage en pause fra at turnere for at tage sig af sin syge kone, og blev i september erstattet af irske Simon McBride.
En kuriositet med dansk tilsnit er, at Ivan Pedersen var under seriøs overvejelse til at blive forsanger i Deep Purple, da bassist Roger Glover havde hørt ham synge og var imponeret.[kilde mangler]

## Nuværende medlemmer
Siden september 2022:
- Ian Gillan – (vokal)
- Simon McBride – (guitar)
- Roger Glover – (bas)
- Don Airey – (keyboard)
- Ian Paice – (trommer)

### Forrige medlemmer
- Ritchie Blackmore
- Jon Lord
- David Coverdale
- Glenn Hughes
- Rod Evans
- Tommy Bolin
- Joe Lynn Turner
- Joe Satriani
- Nick Simper
- Steve Morse

## Diskografi

### Studiealbum
- Shades of Deep Purple (1968)
- The Book of Taliesyn (1968)
- Deep Purple (1969)
- In Rock (1970)
- Fireball (1971)
- Machine Head (1972)
- Who Do We Think We Are (1973)
- Burn (1974)
- Stormbringer (1974)
- Come Taste the Band (1975)
- Perfect Strangers (1984)
- The House of Blue Light (1987)
- Slaves & Masters (1990)
- The Battle Rages On (1993)
- Purpendicular (1996)
- Abandon (1998)
- Bananas (2003)
- Rapture of the Deep (2005)
- Now What ?! (2013)
- Infinite (2017)
- Whoosh! (2020)
- Turning to Crime (2021) (cover)
- =1 (2024)